# Johannes Sleidanus
Johannes Sleidanus ou Sleidan (1506 – 31 de outubro de 1556) foi um Luxemburguês historiador e analista da Reforma Protestante.

## Vida
Nasceu em Schleiden no Ducado de Luxemburgo, então parte dos Países Baixos Habsburgos. Estudou humanidades na Universidade de Leuven e na Universidade de Colônia, e direito e jurisprudência em Paris e Orléans.
Enquanto estava entre os humanistas renascentistas de Leuven, adotou opiniões protestantes, e ao entrar no serviço do Cardeal du Bellay, foi empregado nas negociações fúteis da corte francesa para fazer uma aliança com os protestantes alemães contra o Imperador Carlos V. Em 1542, ele se estabeleceu em Estrasburgo.
Sleidanus costumava copiar todos os documentos relacionados à Reforma aos quais tinha acesso, e Martin Bucer, que havia visto sua coleção, propôs a Filipe de Hesse nomeá-lo historiador da Reforma, concedendo-lhe um salário e acesso a todos os documentos necessários. Após algum atraso, os líderes da Liga de Schmalkalden concordaram com a proposta, e Sleidanus começou seu grande trabalho, finalizando o primeiro volume em 1545.
Nesse ano, ele foi chamado de volta para a diplomacia e foi à Inglaterra em uma embaixada francesa para Henrique VIII da Inglaterra. Enquanto esteve lá, coletou materiais para sua história. Ao retornar, representou Estrasburgo nas dietas de Frankfurt e Worms, e foi a Marburg explorar os arquivos de Filipe de Hesse.
A guerra da Liga de Schmalkalden interferiu em seu trabalho e também impediu o pagamento a Sleidanus, que, em suas dificuldades, solicitou ajuda à Inglaterra, e, pela intercessão de Thomas Cranmer, recebeu uma pensão anual de Eduardo VI da Inglaterra, que, no entanto, nunca foi paga.
Em 1551, Sleidanus foi ao Concílio de Trento como representante de Estrasburgo, encarregado também de plenos poderes para agir em nome das cidades imperiais de Esslingen, Ravensburg, Reutlingen, Biberach e Lindau. Logo depois, tornou-se funcionário público da cidade de Estrasburgo e terminou sua grande tarefa em 1554, embora a falta de dinheiro e outras dificuldades o obrigassem a adiar a impressão. Sleidanus morreu na pobreza em Estrasburgo, em outubro de 1556.
O livro apareceu no ano anterior, Commentariorum de statu religionis et reipublicae, Carolo V. Caesare, libri XXVI.; foi traduzido para o inglês por John Daus em 1560 e por G. Bohun em 1689. Foi elaborado com certo cuidado pela imparcialidade, mas essa abordagem não agradou a ninguém, nem mesmo a Melanchthon. Continua sendo uma valiosa história contemporânea dos tempos da Reforma e contém uma grande coleção de documentos.

## Póstumo
Uma rua no distrito de Neustadt em Estrasburgo foi nomeada em sua homenagem (Rue Sleidan). 